# Epentézis
Az epentézis (< latin epenthesis < ógörög ἐπένθεσις epentheszisz ’beszúrás, betoldás’) eredetileg a retorikában használt terminus, de a nyelvészet is átvette. Olyan hangváltozást nevez meg, amely etimológiailag nem indokolt szegmens szó belsejébe való hozzáadásából áll. Ez többnyire egy beszédhang, de lehet hangok csoportja is. Általában azért alkalmazzák, hogy megkönnyítsék bizonyos hangcsoportok kiejtését. Ezek nyelv szerint különbözhetnek. A beszélők spontán módon gyakorolják, például nyelvükben nem szokásos hangcsoportokat tartalmazó jövevényszavak beillesztésekor. A retorikában az epentézis az adjekció típusú metaplazmusok közé tartozó hangalakzat.
Egyes esetekben epentézis a nyelvtörténet egy bizonyos időszakában történt. Szavak fejlődésének esetében a mai nyelvben egyeseknek nincs epentézis nélküli változata. Epentézis a mai nyelvben is létezik, mint morfofonológiai jelenség toldalékok hozzáadásában résztvevő eszközként, szóösszetételben stb. Lexikológiai szempontból párhuzamosan létező szóváltozatokat produkál.

## A nyelvtörténetben
A nyelvek történetében szó lehet az epentézis szerepéről az adott nyelv alapnyelvéből örökölt szavak fejlődésében, vagy a jövevényszavak beillesztésében. Íme példák néhány nyelvben.
A magyar alapnyelvében a szavak elején mássalhangzók nem kapcsolódhattak össze. Ezért a régi jövevényszavakban az átadó nyelv szókezdő mássalhangzói közé magánhangzó került, például olyan szláv eredetű szavakban, mint király < közép-délszláv kralj (az i epentézise), vagy olyan román eredetűekben, mint palacsinta < plăcintă ’lepény’ (az a epentézise).
Az olasz nyelvbe és a portugálba a latin hibernum ’tél’ szó az inverno alakban öröklődött, az n epentézisével.
A román nyelvben viszonylag kevés latin szó öröklődött epentézissel. Példa erre a mistreț ’vaddisznó’ < latin mixticium, amelybe az r epentézis útján került. A latin panem ’kenyér’ vagy canem ’kutya’ epentézis nélkül öröklődtek pâne, illetve câne alakban, majd epentézissel beléjük került egy [j], és azután a pâine, illetve câine változatok kerültek a sztenderdbe, miközben az előbbi változatok nyelvjárásokban maradtak fenn.
Több a románban az epentézissel kezelt jövevényszó: szláv zlobivŭ > zglobiu ’csintalan’ (a g epentézise), szl. mlatiti > îmblăti (nyelvjárási) ’csépelni’ (a b epentézise), török damla > dambla ’szélütés’, francia casserole > castron ’lábas’ (a t epentézise).
Mivel az orosz nyelv beszélőitől idegen a hangűr két különböző szótaghoz tartozó magánhangzó között, e nyelv sztenderdje az [i] és az [a] közötti hangűrös jövevényszavakat úgy illesztette be, hogy egy [j]-t iktatott közéjük, pl. Персия [persija] ’Perzsia’ < Persia, ария [arija] ’ária’ < olasz aria. Ugyanez történt a közép-délszláv diarendszer nyelveiben is (bosnyák, horvát, montenegrói, szerb), pl. arija < aria.
Mivel az epentézis ezen esetei megvannak a nyelvek sztenderd változatában, a helyesírás tükrözi őket.

## A mai nyelvben

### A sztenderd nyelvváltozatban
Egyes nyelvek sztenderdjében morfémák között van epentézis, mégpedig kötőhangzóé. Van ilyen összetett szó elemei között, szótő és toldalék között, valamint toldalékok között. Ezt az epentézistípust is tükrözi a helyesírás.

#### Szótő és toldalék, valamint toldalékok között
A magyar nyelvben viszonylag gyakori a kötő mássalhangzó, bár vita tárgya, hogy valóban kötőhangzóról van-e szó vagy legalábbis egyes esetekben a szótőhöz vagy a toldalékhoz tartozik-e. Főleg mássalhangzó után van kötőhangzó, de egyes esetekben magánhangzó után is. Például az -n határozószó-képző elé a magánhangzó-harmónia szabályai szerint az -a-, az -e- vagy az -o- kötőhangzó kerül, úgy mássalhangzó, mint egyes magánhangzókra végződő melléknevek után: gyors > gyorsan, érthető > érthetően, szabad > szabadon. Egy másik toldalék, a tárgyeset -t ragja, egyes mássalhangzók után és két mássalhangzó után az -e-, az -o-, az -ö- vagy az -a- kötőhangzó segítségével járul a szótőhöz vagy más típusú toldalékhoz: voks > voksot, szék > széket, ökör > ökröt, hal > halat.
A román egy másik olyan nyelv, amelyikben van kötőhangzó toldalék előtt, bár sokkal kisebb mértékben, mint a magyarban. A határozott névelőnek megfelelő végartikulus külön szófajhoz tartozik ugyan, de toldalékszerű. Hímnem és semleges nem egyes számban alakja -l, amely a gyakori mássalhangzó végű, valamint egyes magánhangzó végű idegen szótövekhez járul, és előtte az -u- [u] kötőhangzó áll, pl. scaunul ’a szék’, radioul ’a rádió’, tabuul ’a tabu’, piureul ’a püré’. Az -a nőnem egyes számú határozott végartikulus előtt is van kötőhangzó, a félhangzó -u- [w], a viszonylag kevés hangsúlyos a-ra végződő szó esetében, pl. cafeaua ’a kávé’.
A spanyol nyelvben az -ito kicsinyítő képző előtt van a -c- [s] kötőhangzó, bár nem minden esetben: avión ’repülőgék’ > avioncito ’repülőcske’. A románban is van hasonló, csak nem egy, hanem két beszédhangból áll. Ugyancsak kicsinyítő képző (-iță) előtt található, és szintén nem minden esetben, pl. frunză ’(fa)levél’ > frunzuliță ’levelecske’.

#### Összetett szavakban
A magyarra nem jellemző, de például az újlatin nyelvekre igen, az egyes összetett szavak elemeit összekapcsoló -o- kötőhangzó, főleg szaknyelvekben. A francia nyelvben ez jelen van olyan szavakban, mint latino-américain ’latinamerikai’, gallo-romain ’galloromán’, franco-suisse ’francia–svájci’, cocaïnomane ’kokainfüggő’. Egy másik ilyen hangzó a franciában az -i-, pl. insecticide ’rovarölő’, cancérigène ’rákkeltő’. Az utóbbi előfordul -o--val is: cancérogène.
Az -o- kötőhangzós szóösszetétel megvan szláv nyelvekben is, például a közép-délszláv diarendszerhez tartozókban: romanopisac ’regényíró’. Ritkábban az -e- is lehet kötőhangzó, pl. a svojeručan ’sajátkezű’ (< svoja ruka ’saját keze’).
Germán nyelvekben is van szerepe kötőhangzónak a szóösszetételben. A német nyelvben ez az -s- mássalhangzó, mely eredetileg a birtokos eset ragja, pl. Tageslicht ’nappali világosság’.

#### Független szavak között
A független szavak közötti kötőhangzó jól megfigyelhető a francia nyelvben a liaison ’hangkötés’ nevű jelenségben. Ez a kötőhangzó csak mássalhangzó lehet, és csak akkor van hangkötés, ha a következő szó magánhangzóval kezdődik, amellyel egyetlen szót alkot prozódiai szempontból. A szóban forgó mássalhangzó írásban majdnem mindig megvan szó végén, de hangkötésen kívül nem ejtődik.
Hangkötés van például egyes mássalhangzókra, pl. z-re vagy t-re végződő igealakok után, az ige + névmás szórendű szerkezetek esetében: pensez-y ! ’gondoljatok erre!’, vient-il ? ’jön-e (ő)’?’ Analóg módon az utóbbi esettel, akkor is van hangkötés [t]-vel, melyet ebből a célból írnak is t-nek, ha az ige kiejtett vagy csak írott magánhangzóra végződik, egyes szám 3. személyben: va-t-il ? ’megy-e (ő)?’, coupe-t-il? ’vág-e (ő)?’

### Nem sztenderd nyelvváltozatokban
Nyelvek nem sztenderd változatában, mint amilyenek a nyelvjárások és egyes nyelvi regiszterek, valamint egyéni nyelvhasználatban vannak epentézises szavak ellentétben epentézis nélküli változatokkal a sztenderdben.
A magyarban nyelvjárási jelenség egyes magánhangzók kettőshangzóvá válása, amely félhangzó epentézisével magyarázható, pl. kéz [keːjz] ~ [keːz], jó [joːw] ~ [joː].
Az angolban is található hasonló jelenség egyes nyelvjárásokban: bag [bæjg] ~ [bæg] ’táska’.
A románban ilyen epentézis Olténiában hallható, pl. ochi [ojkʲ] ~ [okʲ] ’szem’ (látószerv). Nyugat-erdélyi nyelvjárásokban [s] és [l] közé a [k] mássalhangzót toldják be: slab [sklab] ~ [slab] ’gyenge’.
Az epentézis nyelvi regiszter sajátossága is lehet, mégpedig a népié. Példája a románban a hrean ’torma’ szó [hiˈre̯an]-ként kiejtve [hre̯an] helyett.
Egyéni epentézis az, amelyik nem rendszeres, nem nyelvváltozati, azaz csak egyes beszélők könnyítik meg maguknak ezzel egyes hangcsoportok kiejtését, vagy egyéb okokból iktatnak be beszédhangokat, például a sztenderd alak nem ismerése miatt.
Egyes beszélőknek nehézséget okoz bizonyos mássalhangzók csoportjának a kiejtése, ezért magánhangzót toldanak be közéjük. Az angolban példák erre athlete [ˈæθəliːt] ~ [ˈæθliːt] ’atléta’, chimney [ˈtʃɪminiː] ~ [ˈtʃimniː] ’kémény’, incredible [inkəˈredɪbl] ~ [inˈkredɪbl] ’hihetetlen’.
Egyes nyelvek beszélői kerülik a hangűrt, bár nyelvük sztenderdje nem írja ezt elő, legalábbis egyes szavak esetében. Példa a franciában a crier ’kiáltani’ ige, amely sztenderd kiejtése [kʀiˈe], [j] epentézisével a hangűr kiiktatása céljából pedig [kʀiˈje]. Orosz példa a скорпион szkorpion ’skorpió’, a sztenderdben [skərpʲɪˈon], a [j] betoldásával pedig [skərpʲɪjon].
A sztenderd alak nem ismerése miatt előforduló epentézis pl. a horvát nyelvben a konstatirati ’konstatálni, megállapítani’ szó konstantirati kiejtése.
Az egyéni epentézis tudatos és szándékos is lehet, mint hangalakzat stilisztikai okokból, vagy azért, hogy meglegyen a verssorban a szótagok szükséges száma. Olykor népi regiszteri epentézises szavak használatáról van szó:
Nem is adtam a lelkemet bérbe; / Négy garajcár úgyse sokat érne (Arany János: Nemzetőr-dal).
Máskor az epentézis teljesen egyéni:
VUKOVICS. Mit szól hozzá Görgey?
SZEMERE. S mit a kormányzóné? A pártfogolójuk! (Illyés Gyula: Fáklyaláng);
De harangoz a bánat és az alvók / Az égi hangra fel-felijjedeznek, / Tán ég a város? tán a föld alatt / Távol földrengés bús morajja reszket (Tóth Árpád: Esti harangjáték) – mássalhangzó megnyújtása érzelmi telítettség vagy erős indulat hatására.
A nem sztenderd epentézis általában nem jelenik meg írásban, kivéve ha szándékos.

## Betoldott szegmensek
Többnyire egy beszédhangot toldanak be, magánhangzót, félhangzót vagy mássalhangzót, de előfordul betoldott hangcsoport is.
Magánhangzó:
- (magyarul) barázda < délszláv brazda;[30]
- (angolul) film [fɪləm] ~ [fɪlm];[31]
- (franciául) cancérogène ’rákkeltő’;[19]
- (románul) trifoi [tirifoj] ~ [trifoj] ’lóhere’.[25]
- (szerbül) svojeručan ’sajátkezű’ < svoja ruka ’saját keze’.[21]

A [j] epentézise több nyelvben is megvan:
- (magyarul) szép [seːjp] ~ [seːp];[24]
- (franciául) crier [kʀije] ~ [kʀiˈe] ’kiáltani’;[28]
- (románul) mâine [mɨjne] (sztenderd) ~ [mɨne] (nyelvjárási);[8]
- (angolul) bag [bæjg] ~ [bæg] ’táska’;[4]
- (oroszul) ария [arija] ’ária’ < olasz aria;[3]
- (horvátul) arija < olasz aria.[12]

Mássalhangzó:
- (franciául) pleure-t-il ? ’sír-e (ő)?’;[23]
- (románul) slănină [skləˈninə] ~ [sləˈninə] ’szalonna’;[7]
- (angolul) Thompson (vezetéknév) < Thom keresztnév) + son (valaki) ’fia’;[4]
- (németül) Tageslicht ’nappali világosság’;[22]
- (olaszul), (portugálul) inverno ’tél’ < latin hibernum;[5]
- (oroszul) радио [ˈradʲɪvo] ~ [ˈradʲɪo] ’rádió’.[3]

Hangcsoport:
- (magyarul) pártfogolójuk < pártfogójuk (Illyés Gyula: Fáklyaláng);[2]
- (románul) frunzuliță ’levelecske’ < frunză ’(fa)levél’.[18]